# Marco Pierre White
Marco Pierre White (Leeds, 11 de dezembro de 1961) é um chef e restaurateur inglês. É universalmente reconhecido, tanto pela crítica quanto pelo público, como responsável por ter proporcionado um ímpeto inovador à cozinha internacional contemporânea, e é igualmente conhecido por seu temperamento explosivo.
White já foi chamado de o primeiro dos celebrity chefs, enfant terrible, do cenário gastronômico do Reino Unido e o "padrinho da culinária moderna". White foi o chef mais jovem a receber três estrelas Michelin.
Também é conhecido por ter sido o mentor de Gordon Ramsay, que trabalhou em seu primeiro restaurante, o Harvey's. Entre os cozinheiros que trabalharam com White e se tornaram chefs renomados estão Heston Blumenthal, Curtis Stone, Mario Batali e Donovan Cooke.